# Kun Khalifat Football Club
Maillots
Actualités
Kun Khalifat Football Club abréger en Kun Khalifat FC, est un club de football nigérian fondé en 2020 et basé à Owerri, dans l'État d'Imo, au Nigéria. Le club évolue d’abord dans la National League, le deuxième niveau du système de ligue de football nigérian. L’équipe première joue au stade Dan Anyiam depuis le début de l'année 2025.
Le club a été promu en National League en 2024, après avoir battu De Sapele Lions FC lors de la deuxième éliminatoire de la Nigeria Nationwide League One au stade Lekan Salami.

## Histoire
Le Kun Khalifat FC a été fondé en 2020 par Michael Amaefula. Lors de sa première saison, le club a joué au stade international d'Onwubike à Ngor-Okpala, dans l'État d'Imo. 
Le Kun Khalifat a débuté en troisième division, la Nigeria Nationwide League One. En 2021, Le club est promu en deuxième division, la National League. Kun Khalifat a échangé sa place avec le FC One Rocket, relégué de la NNL à la fin de la saison 2021-2022.
Le club a retrouvé la promotion en National League en 2024. À l’issu de la saison 2024-2025, le club est promu en Premier League pour la première fois de son histoire,. Depuis le début de l'année 2025, l’équipe première joue ses matchs à domicile au stade Dan Anyiam.

## Personnalités du club
Le tableau ci-dessous présente les différents présidents du Kun Khalifat.
| Nom           | Période |
| ------------- | ------- |
| Rita Amaefula | 2020-   |

Le tableau suivant liste tous les entraîneurs connus du Kun Khalifat depuis sa création en 2020.
| Nom          | Période |
| ------------ | ------- |
| Obinna Uzoho |         |

## Stade
Le Kun Khalifat FC joue à domicile au stade Dan Anyiam situé dans la ville d'Owerri dans l'État d'Imo.